# Tale of a Hero
Герой (англ. Tale of a Hero) — фэнтезийная компьютерная игра в жанре квест, разработанная чешской компанией «Future Games» и выпущенная французской компанией «Micro Application» в феврале 2009 года. В России игра выпущена компанией «Новый Диск» 24 июля 2008 года под названием «Герой». Действие игры разворачивается в вымышленном сказочном мире. Игрок выступает в роли молодого искателя приключений Олафа, который отправляется в опасное путешествие с целью убить ледяного великана Крюгелла. Игра получила положительные отзывы среди российской и большей части западной игровой прессы. Средние баллы на MobyGames составили 76 пунктов из 100.

## Сюжет
Игра начинается с того, как Олаф (главный герой) пытается победить дольсимиана, который разорил деревню. С помощью Дымня (дыма от проклятого костра) Олаф побеждает монстра и находит ему работу. Это возмущает его будущую невесту Алию, и Олаф обещает, что они поедут в этот год на ярмарку. Однако ночью к нему приходит колдунья Припогала и сообщает, что проснулся ледяной великан Крюгелл, чьего брата Ариоха убил отец Олафа. Кроме того он украл Эрею, дочь короля Греодена, откуда выгнали семью Олафа. А Эрея была единственной, кто за них заступилась. Олаф соглашается идти на Крюгелла и утром отправляется к дому Припогалы. Но из-за запаха болот он не может пройти. Ему помогает Масек: он отдаёт Олафу маску и специальный рецепт. При этом Олаф сталкивается с рассерженной Алией — она не верит, что Олаф хочет спасти принцессу просто так. Попав к Припогале, он получает совет поговорить с местным провидцем Микорусом. Найдя живую воду, Олаф воскрешает его. Оказав Микорусу помощь, он узнаёт, что существует десять предметов, которые могут одолеть Крюгелла, но помочь Олафу может только «Дыханье Бога». Этот артефакт когда-то принадлежал магу Дулевару, но потом он был погружён на корабль «Племя Дракона», который затонул где-то около подводного храма. Пока Припогала уточняет месторасположение храма, Олаф добывает чешуйку белорыбицы, чтобы дышать под водой.
Попав в храм, Олаф узнаёт, что титаны и морской народ долго воевали за непонятную реликвию и решили выставить её здесь. Но какая это была реликвия — неизвестно, так как кто-то унёс последнюю табличку. Выбравшись из храма, Олаф быстро находит «Племя Дракона». Ему даже приходиться успокоить неупокоенных членов экипажа. На самом корабле Олаф встречает капитана Хальдена. Так как его кости неизвестно где, на него не подействовал экзорцизм. Капитан сообщает, что «Дыхания Бога» на корабле нет — его похитил потопивший корабль дракон-титан Мьёргин. Видя, как могуч Мьёргин, Олаф решается найти себе союзников. Он находит говорящего кита Номаса и решается помочь ему с Мальком. Сам Номас сообщает, что единственный кто может биться с Мьёргином — Апидулос, воин из морского народа. Так же Олаф встречает устрицу Велиану. В надежде, что она скажет ему что-нибудь путное, Олаф старается её вылечить. Ища средство, Олаф встречает смешного рака-отшельника. За шарик слизи смехача Олаф получает от рака совет как помочь устрице. Но об Апидулосе и его Красной Жемчужине он умалчивает. Поймав угря-громобоя, Олаф лечит сведённые челюсти Велианы. В благодарность она рассказывает, что рак на самом деле — могущественный волшебник, случайно сменивший облик, а также то, что он и есть Красная Жемчужина Апидулоса. Так как рак куда-то ушёл, Олаф узнаёт местообитание Апидулоса. Принеся Номасу зеркало для Малька, Олаф плывёт к башне над Нафтизией. Там он возвращает Апидулосу его слуховой прибор и узнаёт причину войны: однажды морской народ нашёл реликвию, принадлежавшую их герою. Но титаны воспротивились, так как она раньше принадлежала титанам. Началась война и было решено поместить реликвию в специальный храм. Но через два дня после окончания строительства реликвия пропала и обе стороны обвинили друг друга в краже. Таким образом война разгорелась снова. Поэтому Апидулос соглашается помочь Олафу, но при условии, что он найдёт Фенинтара (рака-волшебника). Олаф возвращается и обнаруживает пропажу зеркала. Он спрашивает совета у Велианы и она советует найти синюю морскую звезду. Номас в это не очень верит, но отвозит Олафа к пещере, где живут зелёные морские звёзды (так как считается, что синие звёзды повелевают зелёными). На берегу он находит синюю звезду, но из-за отлива вынужден ночевать на берегу. Перед сном он выдвигает теорию — якобы синяя звезда это куколка, а зелёная — личинка. На утро его теория подтверждается — звезда раскрылась. Взяв новую, Олаф возвращается к Номасу. По пути он находит и забирает вылупившуюся морскую бабочку. Рассказав об этом Номасу, Олаф находит Малька, а затем и Фенинтара. Но он не хочет возвращаться, так как после смерти Мьёргина Апидулос потеряет смысл жизни. Но Олаф придумывает план — пока Мьёргин и Апидулас дерутся, он украдёт «Дыханье Бога» и припугнёт обоих. Фенинтар на это соглашается. Олаф отвозит его Апидулосу. Пока Апидулос и Мьёргин борются, Олаф пытается проникнуть в сокровищницу Мьёргина. Обманув охранницу и пораскинув мозгами, он попадает в сокровищницу. Но «Дыхания Бога» там нет, так как Мьёргин взял его с собой! В сокровищнице Олаф находит табличку, из которой узнаёт, что реликвия — синяя звезда. И, выходит, никто её не крал — она просто раскрылась! Олаф спешит к месту битвы и останавливает её, показав звезду. Апидулос понимает, что вся эта война произошла из-за недоразумения. Он благодарит Олафа за помощь, дарит ему хрустальную раковину и отдаёт «Дыхание Бога». Олаф возвращается к Припогале.
Припогала советует ему переодеться, и Олаф, отправившись за тёплой одеждой, встречает около своего дома Алию. Она извиняется за своё поведение и обещает дождаться Олафа. Он отдаёт ей хрустальную раковину и, переодевшись, возвращается к Припогале. Взяв её зелье для согревания, он попадает в деревню дивов. Деревня пустынна, только из одного дома идёт дым. Войдя в хижину, Олаф находит в ней женщину-дива. Напоив её брагой, он узнаёт о том, что она ненавидит Крюгелла. Взяв с её позволения взрывные кристаллы и ручку от подъёмника, Олаф использует снежную кошку, чтобы пройти лабиринт. Но напасть на Крюгелла внезапно ему не удаётся. Крюгелл бросает в него свою дубину и преграждает ему путь ледяными шипами. Используя кристаллы и ледяной куб, Олафу удаётся подойти к Крюгеллу. Тот пытается заморозить его, но тщетно — помогает зелье Припогалы. Олаф использует «Дыханье Бога», а затем кристаллы чтобы сбросить Крюгелла. В пещере рядом он находит Эрею и целует её, чтобы она ожила. Но вместо слов благодарности на Олафа выплёскивается поток ругани. В зале он видит Припогалу. Эрея пытается не дать ей открыть портал, а Крюгелл всё объясняет: в древности существовал город Тор, где жили очень надменные люди. С помощью артефакта «Ваморианов Узел» они повелевали титанами и заставляли их выполнять всю «чёрную» работу. Но однажды титаны восстали и похитили артефакт. А город вскоре поглотило болото (именно его руины видел Олаф). Теперь Припогала хочет возродить город, так как выжила благодаря живой воде. Крюгелл предлагает запереть её во входной комнате, но Олаф не может это сделать, так как подпер первую дверь салазками. Он бежит по короткому пути и закрывает дверь. Но Припогала не сдаётся — она пытается расплавить дверь! С помощью «Дыханья Бога» Олафу удаётся её задержать и он отправляется к Крюгеллу за новым планом. Крюгелл хочет обрушить на неё потолок, но у Олафа другой план — он хочет отправить Припогале с помощью лифта «бомбу» из её зелья и кристаллов. Однако выясняется, что она застопорила цепь! Тогда Олаф использует дубину Крюгелла на лифте и в образовавшуюся щель бросает бомбу. Спустившись вниз после взрыва, Олаф находит лишь одежду Припогалы. Прихватив «Ваморианов Узел» и «Дыханье Бога», он возвращается к Крюгеллу. Там Эрея признаётся, что именно она убила Припогалу, и это злит Олафа. Удостоверившись, что «Ваморианов Узел» у Крюгелла, Эрея возвращается в Греоден, даже не прихватив с собой Олафа. Крюгелл приносит клятву, что не нападёт на королевство Греоден (тем самым освободив капитана Хальдена) и даёт Олафу волшебный кристалл, чтобы он не замёрз. Олаф хоронит Припагалу и отправляется домой в надежде, что Алия его не убьёт.

## Персонажи
- Олаф — протагонист игры. Родился в королевстве Греоден, но его семью оттуда прогнали. За них никто не вступился, кроме принцессы Эреи. Поэтому Олаф был ей очень благодарен за это. Вынужден был работать рыбаком. Мечтает стать великим героем, каким был его отец.
- Алия — невеста Олафа. Очень ревнивая девушка. Она считает, что если человек спасает девушку, то впоследствии он обязан на ней жениться.
- Припогала — ведьма с болота. Знала Олафа ещё ребёнком. Налгала ему, что Крюгелл похитил Эрею. Возможно, она одна из последних жительниц города Тор и выжила благодаря живой воде. Мечтает возродить город Тор.
- Крюгелл — ледяной великан, титан. Когда-то отец Олафа убил его брата огненного дракона Ариоха. Поэтому он враждует с семьёй Олафа. Вынужден был пойти на перемирие.
- Эрея — дочь короля Оглемиуса, принцесса Греодена. Будучи маленькой, пыталась защитить семью Олафа, так как они играли вместе. Когда она выросла, то стала ведьмой и, к сожалению, приобрела те же отрицательные черты характера, что были у её отца.

| Русскоязычные издания | Русскоязычные издания |
| Издание               | Оценка                |
| --------------------- | --------------------- |
| Absolute Games        | 80 %                  |
| PlayGround.ru         | 8,2 / 10              |
| «Игромания»           | 6,5 / 10              |